# World Games 2017/Teilnehmer (Uganda)
| Gelbes Symbol für Goldmedaillen mit stilisierten Olympischen Ringen | Graues Symbol für Silbermedaillen mit stilisierten Olympischen Ringen | Braundes Symbol für Bronzemedaillen mit stilisierten Olympischen Ringen |
| ------------------------------------------------------------------- | --------------------------------------------------------------------- | ----------------------------------------------------------------------- |
| —                                                                   | —                                                                     | —                                                                       |

Uganda nahm in Breslau an den World Games 2017 teil. Die ugandische Delegation bestand aus einem Mann und einer Frau, die beide für das Indoor-Rudern qualifiziert waren.

## Indoor-Rudern
| Frauen               |                      |                  |                  |
| Betty Nabifo Belinda | 2000 m Leichtgewicht | nicht angetreten | nicht angetreten |
| Männer               |                      |                  |                  |
| Arnold Omony         | 2000 m Leichtgewicht | nicht angetreten | nicht angetreten |